# Kevin Federline
Kevin Earl Federline (Fresno, Califórnia, 21 de março de 1978) é um dançarino e rapper.

## Biografia
Kevin se tornou notório por ter sido casado com a cantora pop Britney Spears, com quem teve um relacionamento de 2 anos e 1 mês. O namoro começou por volta do ano de 2004 durante a The Onyx Hotel Tour, turnê mundial em que Britney divulgava seu recente trabalho, o álbum de inéditas In The Zone. O namoro foi bastante comentado na época, os fãs da cantora acusavam o ex-dançarino de interesse. Mesmo assim o namoro vingou e eles se casaram no dia 18 de setembro de 2004.
Numa pequena e íntima recepção surpresa para os convidados e familiares. O anúncio era de um noivado, mas para driblar a imprensa, o casamento ocorreu no mesmo dia. Neste mesmo ano Britney lançou um álbum de seus maiores sucessos, o Greatest Hits: My Prerogative que continha a inédita My Prerogative, no vídeo, Kevin e Britney aparecem em um casamento, onde descobrimos que era uma encenação do casamento dos próprios. Em 2005 os dois produziram um reality show intitulado Britney & Kevin: Chaotic onde mostravam filmagens amadoras de todo o relacionamento do casal. Logo em seguida saiu o DVD com o mesmo programa e com cenas exclusivas e extras para os fãs.
Em 31 de Outubro de 2006, Kevin, com o apoio da esposa popstar, lançou seu primeiro e único álbum de rap, o Playing With Fire que continha a música Crazy, parceria com sua esposa e lançando simultaneamente um site de buscas com o seu nome. Mesmo assim, o álbum foi um fracasso total, com apenas 16 000 copias vendidas mundialmente. Britney e Kevin tiveram dois filhos, Sean Preston (nascido a 14 de Setembro de 2005) e Jayden James (nascido a 12 de Setembro de 2006). No dia 6 de Novembro de 2006, Britney Spears pediu divórcio de Kevin através de mensagem de texto pelo celular, e logo um processo complicado pela guarda das crianças. Antes disso, Kevin havia sido casado com Shar Jackson, uma figurante de seriados com quem teve também 2 filhos: Kori e Kaleb. Ele também fez uma participação na série CSI, no clipe "Get The Party Started", da cantora P!nk, e no clipe "Like I Love You" de Justin Timberlake, ex-namorado de sua futura esposa.
Kevin obteve a guarda provisória das crianças após o conturbado ano de 2007 para Spears, aos poucos, recuperando sua carreira e vida normal, Britney conseguiu a guarda parcial dos meninos e mais tarde a guarda completa dos dois filhos.
Dois anos depois da separação de seu breve casamento, a cantora admitiu ter ficado com ele por "razões erradas".
No documentário Britney: For the Record ela disse: "Acho que me casei por razões erradas. Em vez de seguir meu coração e fazer alguma que me fizesse realmente feliz, eu me casei pela ideia da coisa".
Algo a ser notado é que Kevin mudou drasticamente sua aparência após o divórcio, chegando a pesar mais de 105 kg.
Kevin se relacionou posteriormente com jogadora de vôlei Victoria Prince. Segundo a revista Star, Kevin Federline disse a sua namorada a que nunca irá se casar com ela para não quer perder o gordo apoio financeiro que ganha da sua ex-esposa Britney Spears. A cantora desembolsa cerca de 35 mil dólares todo mês em custos entre apoio até o marido se casar e pensão alimentícia. Kevin perderia o dinheiro se casasse novamente ou se Britney conseguisse a custódia física integral de seus filhos. Na época em que a princesa do pop e Kevin estavam casados, a imprensa especulava muito sobre o fato do ex-dançarino ter casado apenas pelo dinheiro e status da cantora, apesar disso, Kevin sempre se refere a Britney com muito carinho.
Kevin também aceitou o desafio de participar de um reality show para perder peso. No início de 2012 em Sydney, Austrália, ele sofreu um pequeno ataque cardíaco e precisou ser levado às pressas para o hospital.
Em depoimento, o canal "Nine" explicou as gravações de Ferdeline e também afirmou que o rapper "alcançou seu limite" em treino de futebol americano. "É claro que temos uma equipe de paramédicos que nos acompanha nas gravações, e foram eles que fizeram o primeiro atendimento em Kevin."
Em 2018, o ex-companheiro de Britney Spears vai levar a cantora a tribunal, pois alega que os 20 mil dólares (cerca de 16 mil euros) que recebe por mês de pensão de alimentos não chegam para educar os filhos.

## Filmografia

### Créditos de filme e televisão
| Ano       | Título                                  | Função                        | Notas |
| --------- | --------------------------------------- | ----------------------------- | --- |
| 2001      | The Drew Carey Show                     | Dançarino # 7                 | Episódio: "Drew Gets Out of the Nuthouse" |
| 2001–2002 | Nikki                                   | Dançarino de Dirt Track       | 2 episódios - Episódio: "Home Sweet Homeless" (2001) - Episódio: "Uneasy Rider" (2002)                                                             |
| 2002      | Will & Grace                            | Angel Dancer para Cher        | Episódio: "AI: Inseminação Artificial: Parte 2" |
| 2004      | You Got Served                          | Dançarino                     | |
| 2005      | The Fabulous Life of                    | Ele mesmo                     | Episódio: "Britney Spears e Kevin Federline" |
| 2005      | Britney & Kevin: Chaotic                | Ele mesmo                     | Série da realidade (5 episódios) também produtora executiva                                                                                        |
| 2006      | CSI: Crime Scene Investigation          | Cole "Pig" Tritt              | Episódio: "Fannysmackin '" |
| 2006–2007 | WWE Raw                                 | Ele mesmo                     | papel recorrente (7 episódios) |
| 2007      | Britney: Off the Rails                  | Ele mesmo                     | Documentário |
| 2008      | The Onion Movie                         | Lollipop Love Dancer          | |
| 2008      | One Tree Hill                           | Jason "J-Fed" Federline       | papel recorrente (3 episódios) - Episódio: "My Way Home Is Through You" - Episódio: "It's Alright Ma (I'm Only Bleeding)" - Episódio: "In da Club" |
| 2008      | Ernesto                                 | Ele mesmo                     | Filme de televisão |
| 2009      | American Pie Presents: The Book of Love | Guarda de Fronteira Canadense | Direct-to-DVD |
| 2010      | Celebrity Fit Club                      | Ele mesmo - Concorrente       | série regular (5 episódios) |
| 2012      | Excess Baggage                          | Ele mesmo - Concorrente       | série regular (4º lugar) |

### Videoclipes
| Ano  | Título                  | Artista          | Notas     |
| ---- | ----------------------- | ---------------- | --------- |
| 2001 | "AM a PM"               | Christina Milian | Dançarino |
| 2001 | "Get the Party Started" | P! Nk            | Dançarino |
| 2004 | "My Prerogative"        | Britney Spears   | Noivo     |
| 2008 | "Pork and Beans"        | Weezer           | Dançarino |

### Comerciais
| Ano  | Título  | Produtos | Notas                        |
| ---- | ------- | -------- | ---------------------------- |
| 2004 | Fantasy | perfume  | fragrância de Britney Spears |

## Discografia
Álbuns
- Playing with Fire (2006)

Músicas
- "PopoZão" (2006)
- "Lose Control" (2006)
- "Privilege" (2006)

Outras canções
- "Y'All Ain't Ready" (2005)
- "Rollin 'VIP" (2007)
- "Hollywood" (2016)

Videoclipes
- "PopoZão" (2006)
- "Lose Control" (2006)
- "Hollywood" (2016)

Participações de convidados
- "You Should" (da mixtape Optimus Rime de Ya Boy ) (2008)
- "Expectations" (do álbum Alien de Ya Boy Rich Rocka) (2016)